# Josa i Tuixén
Josa i Tuixén är en kommun i Spanien.   Den ligger i provinsen Província de Lleida och regionen Katalonien, i den nordöstra delen av landet, 500 km öster om huvudstaden Madrid. Antalet invånare är 140. Arean är 68 kvadratkilometer. Josa i Tuixén gränsar till Cava, Montellà i Martinet, Bagà, Saldes, Gósol, La Coma i la Pedra och La Vansa i Fórnols. 
Terrängen i Josa i Tuixén är bergig åt nordväst, men åt sydost är den kuperad.
Josa i Tuixén delas in i:
- Josa de Cadí